# District de Fularji
Le district de Fularji (富拉尔基区 ; pinyin : Fùlā'ěrjī Qū) est une subdivision administrative de la province du Heilongjiang en Chine. Il est placé sous la juridiction de la ville-préfecture de Qiqihar.